# Geranomyia boki
Geranomyia boki är en tvåvingeart som först beskrevs av Alexander 1975.  Geranomyia boki ingår i släktet Geranomyia och familjen småharkrankar.
Artens utbredningsområde är Nigeria. Inga underarter finns listade i Catalogue of Life.